# Yulia Zdanovska
Yulia Zdanovska (Kiev, Ucrânia, 4 de maio 2000-Estação de Kharkiv, Ucrânia, 8 de março de 2022) foi uma matemática ucraniana morta durante a invasão russa da Ucrânia de 2022.

## Biografia
Yulia estudou no Liceu de Física e Matemáticas de Ucrânia da Universidade Nacional Taras Shevchenko de Kiev, depois de ser convidada à idade de 14 anos. Ganhou uma medalha de prata na Olimpiada Matemática Feminina Européia de 2017, depois se graduó em matemáticas e informática na Universidade Nacional Taras Shevchenko de Kiev.
Ela foi voluntária em Teach for Ukraine Org.

## Morte
Sua morte ocorreu durante a Batalha de Kharkiv, por causa de um bombardeio. Foi voluntária na estação de comboio de Kharkiv, convertendo-se na quarta voluntária morta desde o começo da invasão. Sua morte fez-se popular entre a comunidade matemática.

### Respostas
O Comité de Mulheres Matemáticas da União Matemática Internacional, e a Sociedade Europeia de Mulheres Matemáticas lamentaram a morte de Yulia. A Sociedade Matemática Brasileira publicou uma nota, também o fez a Sociedade Matemática de Alemanha. A matemática Medalha Fields Terence Tao escreveu sobre a sua morte. Um programa de bolsas do programa MATH PRIMES do Instituto de Tecnologia de Massachusetts levará seu nome em homenagem a Yulia, chamado Yulia's Dream.
Sua mãe escreveu uma carta aberta no Facebook, entristecida pela sua morte.